# Biała Tarnowska
Biała Tarnowska (kod PLH120090) – specjalny obszar ochrony siedlisk sieci Natura 2000, zlokalizowany na terenie województwa małopolskiego.
Obszar obejmuje powierzchnię 957,46 ha.
Teren składający się z sześciu powiązanych ze sobą enklaw, położonych w dolinie rzeki Białej, wyznaczony został w celu długotrwałego zabezpieczenia naturalnych siedlisk życia oraz populacji zagrożonych wymarciem gatunków zwierząt (z wyłączeniem ptaków) takich jak: brzanka Barbus meridionalis, kumak górski Bombina variegata oraz skójka gruboskorupowa Unio crassus.

## Siedliska pod ochroną
- pionierska roślinność na kamieńcach górskich potoków[1]
- zarośla wrześni na kamieńcach i żwirowiskach górskich potoków (Salici-Myricarietum, część – z przewagą wrześni)[1]
- zarośla wierzby siwej na kamieńcach i żwirowiskach górskich potoków (Salici-Myricarietum, część – z przewagą wierzby)[1]
- łęgi wierzbowe, topolowe, olszowe i jesionowe (Salicetum albo-fragilis, Populetum albae, Alnenion glutinoso-incanae) i olsy źródliskowe[1]